# Don Finlay

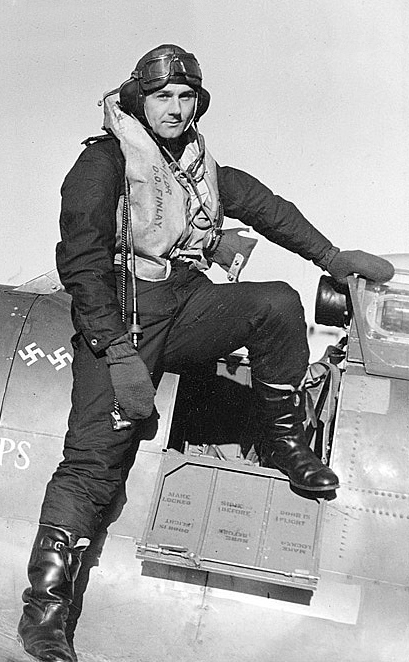
Squadron Leader Donald Finlay (1941)

Don Finlay (eigentlich Donald Osborne Finlay; * 27. Mai 1909 in Christchurch, Dorset; † 18. April 1970 in Great Missenden, Buckinghamshire) war ein britischer Hürdenläufer, dessen Spezialstrecke die 110-Meter-Distanz war.
Für einen Hürdensprinter hatte er eine erstaunlich lange Karriere. Seine erste große Meisterschaft waren die Olympischen Spiele 1932 in Los Angeles, bei denen er hinter den US-Amerikanern George Saling und Percy Beard Bronze in 14,8 Sekunden gewann. In der 4-mal-100-Meter-Staffel belegte er mit der britischen Mannschaft im Finale den sechsten Platz.
An den Europameisterschaften 1934 nahmen die Briten nicht teil, aber bei den British Empire Games 1934 in London gewann Finlay in 15,2 s über 120 Yards Hürden. Bei den Olympischen Spielen 1936 in Berlin gewann er Silber hinter dem US-Amerikaner und Weltrekordler Forrest Towns in 14,4 s. 1938 bei den Europameisterschaften in Paris gewann Finlay die Goldmedaille in Europarekordzeit von 14,3 s. Zweiter wurde der Schwede Håkan Lidman, der 1946 Europameister werden sollte.
Bei Kriegsausbruch war Finlay 30 Jahre alt, kurz nach Kriegsende wurde er 36 Jahre. Aber trotzdem kam er zurück. Bei den Olympischen Spielen 1948 in London sprach er den olympischen Eid. Im Hürdensprint stürzte er allerdings im Vorlauf. Seine letzte Endkampfplatzierung erreichte er 1950, als er bei den British Empire Games in Auckland über 120 Yards Hürden mit 14,7 s Vierter wurde, mit nun schon über 40 Jahren.
Don Finlay war 1,82 m groß und wog in seiner aktiven Zeit 77 kg.